# Rößlerita
La rößlerita és un mineral de la classe dels fosfats. Rep el nom en honor del doctor Karl Rößler (6 de maig de 1788 - 23 d'agost de 1863), fabricant, mineralogista i naturalista. Va trobar els primers exemplars del mineral.

## Característiques
La rößlerita és un arsenat de fórmula química Mg(HAsO₄)·7H₂O. Es tracta d'una espècie aprovada per l'Associació Mineralògica Internacional, i publicada per primera vegada el 1861. Cristal·litza en el sistema monoclínic. La seva duresa a l'escala de Mohs es troba entre 2 i 3.
Segons la classificació de Nickel-Strunz, la rößlerita pertany a «08.CE: Fosfats sense anions addicionals, amb H₂O, només amb cations de mida mitjana, RO₄:H₂O sobre 1:2,5» juntament amb els següents minerals: chudobaïta, geigerita, newberyita, brassita, fosforrösslerita, metaswitzerita, switzerita, lindackerita, ondrušita, veselovskýita, pradetita, klajita, bobierrita, annabergita, arupita, barićita, eritrita, ferrisimplesita, hörnesita, köttigita, manganohörnesita, parasimplesita, vivianita, pakhomovskyita, simplesita, cattiïta, koninckita, kaňkita, steigerita, metaschoderita, schoderita, malhmoodita, zigrasita, santabarbaraïta i metaköttigita.

## Formació i jaciments
Va ser descoberta a la mina de coure "Im Lochborn", a la localitat de Bieber, a Main-Kinzig (Hessen, Alemanya). També ha estat descrita en altres indrets d'Alemanya, així com a França, Àustria, Suïssa, la República Txeca, Grècia, Rússia, el Canadà i els Estats Units.